# بانگ‌مرغ آبی ماداگاسکاری
بانگ‌مرغ آبی ماداگاسکاری (نام علمی: Cyanolanius madagascarinus) نام یک گونه از تیره وانگایان است.